# Universidad Marista de Mérida
La Universidad Marista de Mérida fue fundada en mayo de 1996 a instancias de un grupo de exalumnos y Hermanos Maristas, entre ellos: Jesús Hernández Martín, Antonio Cavazos Bueno, entonces Superior Provincial, Manuel Franco Jáuregui y Miguel López López, rector del Centro de Estudios Superiores del CUM en la Ciudad de México. La Universidad Marista de Mérida se ha consolidado como una de las principales opciones académicas y sociales de la Península, con más de 3,000 alumnos, 500 maestros y plenamente acreditada por Fimpes (Federación de Instituciones Mexicanas de Educación Superior) y otras instancias acreditadoras especializadas en las distintas disciplinas que ofrece.

La Universidad pertenece al Instituto de los Hermanos Maristas, una congregación religiosa católica fundada en La Valla-en-Gier, departamento de Loira (Francia), el 2 de enero de 1817 por san Marcelino Champagnat, un sacerdote de la diócesis de Lyon que fue canonizado el 18 de abril de 1999 por Juan Pablo II. Hoy la presencia de la congregación marista se extiende a lo largo de 79 países en los cinco continentes.

El Instituto Marista en México tiene como máximo órgano de gobierno al Hermano Superior Provincial de la Provincia México Occidental. La Universidad Marista de Mérida figura entre las primeras obras maristas en incorporar el modelo de cogobierno con laicos comprometidos, que hoy sirve de ejemplo en otras latitudes. 

En Mérida, esta congregación tiene uno de sus grandes bastiones mexicanos, pues desde hace más de cien años imparte educación y brinda servicio a amplios sectores sociales. Numerosos religiosos mexicanos y franceses han dado la vida por promover el modelo educativo que marcó san Marcelino Champagnat. 
Hoy más de cinco mil familias forman la Comunidad Educativa Marista de Mérida, en el Colegio Montejo, el Centro Universitario Montejo (CUM) y la Universidad Marista de Mérida, que imparten desde educación preescolar hasta universitaria; y los Centros de Desarrollo Marista y de Atención Social, que ofrecen servicios orientados a la preservación de la salud, la recreación, apoyo académico y guía espiritual a personas de comunidades marginadas de la capital yucateca con el objetivo de promover su desarrollo y crecimiento.

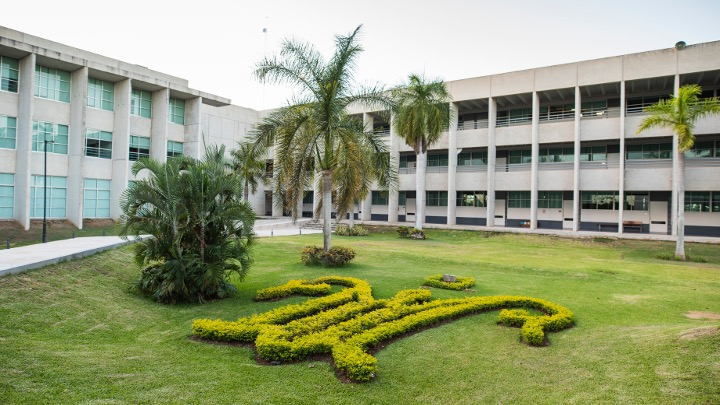

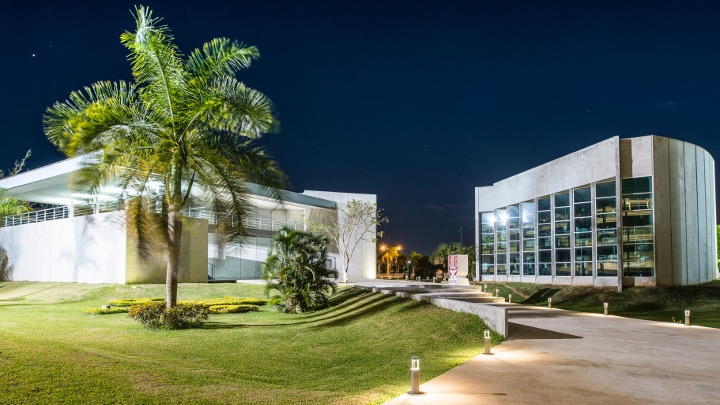

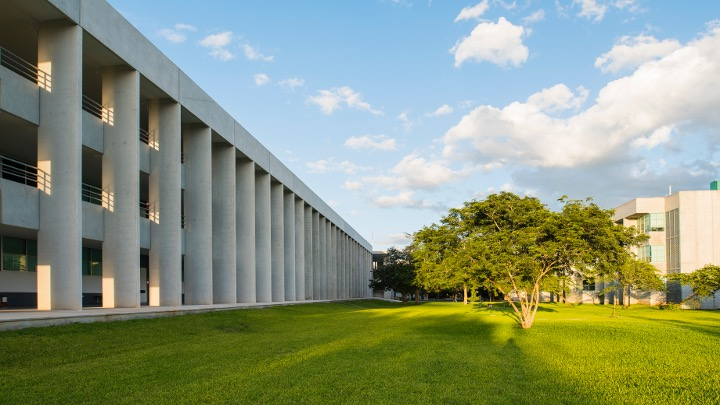

## Historia
La Universidad Marista, comenzó formalmente actividades el dos de septiembre de 1996, en las instalaciones de la preparatoria del Centro Universitario Montejo (CUM) con 142 alumnos inscritos en las licenciaturas en  Administración, Arquitectura, Contaduría y Derecho, que aprobaron el examen de admisión que aplicó en el Estado el Ceneval (Centro Nacional de Evaluación para la Educación Superior).Su primer rector fue el Dr. Juan Carlos Seijo Gutiérrez, y el Hermano Marista, Pablo Hernández García, fue el encargado de acompañar la obra desde la Vicerrectoría.

En noviembre de 1997 se colocó la primera piedra del campus de la universidad, en un terreno de 14 hectáreas ubicado a la vera del Anillo Periférico Norte de Mérida. El 27 de agosto de 1999 estrenó sus modernas instalaciones, construidas con miles de donativos de exalumnos maristas y la aportación de la provincia México Occidental.

Hoy sus instalaciones abarcan cerca de 15 hectáreas que incluyen 13 edificios amigables con el medio ambiente en donde se distribuyen aulas modernas y equipadas, salones audiovisuales, laboratorios, talleres y consultorios de atención médica, nutriconal, psicológica y de fisioterapia y rehabilitación, una proveída biblioteca e instalaciones deportivas, una unidad experimental para el desarrollo de la investigación, un moderno centro de simulación habilitado como hospital virtual y un edificio de reciente adquisición dedicado a sus posgrados y programas de educación continua.

Además, forma parte de la Red Mundial de Universidades Maristas, que agrupa a catorce casas de estudios de siete países en cuatro continentes. Y cuenta con convenios de colaboración con más 80 instituciones en el extranjero para realizar planes de intercambio, prácticas profesionales y rotaciones médicas. 

La Universidad Marista de Mérida tiene programas curriculares específicos para reforzar el cumplimiento de su misión y visión expresadas en el lema “Ser para Servir” desde de la formación humanista y cristiana en la vida universitaria.

## La Universidad Marista Hoy
15 Licenciaturas:
1. Licenciatura en Administración de Recursos Naturales
2. Licenciatura en Arquitectura
3. Licenciatura en Contaduría
4. Licenciatura en Derecho
5. Licenciatura en Dirección y Administración de Empresas
6. Licenciatura en Diseño Gráfico
7. Licenciatura en Diseño de Interiores
8. Licenciatura en Fisioterapia y Rehabilitación
9. Ingeniería Civil
10. Ingeniería en Tecnologías Digitales
11. Ingeniería Industrial y de Sistemas
12. Licenciatura en Médico Cirujano
13. Licenciatura en Mercadotecnia
14. Licenciatura en Nutrición
15. Licenciatura en Psicología

12 Maestrías:
1. Maestría en Administración de Empresas Constructoras
2. Maestría en Derecho Ambiental
3. Maestría en Derecho Constitucional y Derechos Humanos
4. Maestría en Derecho Empresarial
5. Maestría en Desarrollo y Gestión Educativa
6. Maestría en Desarrollo y Gestión para la Sostenibilidad
7. Maestría en Dirección Financiera
8. Maestría en Dirección y Gestión Empresarial
9. Maestría en Fisioterapia Deportiva
10. Maestría en Impuestos
11. Maestría en Nutrición Pediátrica
12. Maestría en Psicoterapia Psicoanalítica

3 Doctorados:
1. Doctorado en Ciencias en Bioeconomía Pesquera y Acuícola
2. Doctorado en Derecho
3. Doctorado en Educación
4. Doctorado en Psicoanálisis y Análisis Grupal

Educación Continua
- Diplomados
- Cursos
- Talleres

Diplomado en Formación Integral para Adultos Mayores 
Desde su fundación, la Universidad Marista de Mérida tuvo el ideal de ser una universidad con una alta sensibilidad humana y un profundo compromiso social, una universidad de puertas abiertas: “Una universidad para todos”. 
En el año 2008 nace el “Diplomado en Formación Humana Integral para Adultos Mayores”, como un espacio para brindarles a las personas de la tercera edad, las herramientas necesarias para vivir en plenitud y armonía esta etapa de su vida. Hoy en día, ofrece además diversos cursos y actividades adicionales, que gracias al entusiasmo y compromiso de los alumnos, se han convertido en espacios que contribuyen a una mejor calidad de vida y a crear lazos de amistad y crecimiento constante.

Programa de inclusión educativa "Construyendo Puentes" 
En agosto de 2010, inicia el programa de inclusión educativa “Construyendo Puentes”. Un programa de transición a la vida adulta plena y autónoma, para personas con discapacidad intelectual, el cual tiene una duración de cuatro años. 

Con este programa la Universidad abre sus espacios de vida académica, espiritual, recreativa, deportiva, social y cultural a estudiantes con discapacidad intelectual para que continúen su formación integral en el ámbito educativo que naturalmente les corresponde, conviviendo y compartiendo con las personas de su misma edad. 
De igual forma se persigue promover en la comunidad universitaria, alumnos, profesores, administrativos, personal de mantenimiento, una conciencia sobre las necesidades y capacidades de las personas con discapacidad intelectual para que con base en los principios de equidad, justicia y solidaridad trabajen a favor del respeto a la diversidad y, junto con ella, por su inclusión social, educativa y laboral.

Líneas de Investigación 
La función sustantiva de Investigación en la Universidad Marista de Mérida cuenta con líneas de investigación consolidadas en Nuevos Materiales para Energía y Medioambiente, Bioeconomía Pesquera y Acuícola, Cambio Climático y Pesquerías Artesanales, Eco-fisiología de Organismos Acuáticos, Inocuidad Agro-alimentaria, Metabolismo y Nutrición Humana, Derechos Humanos. 

## La Universidad Marista de Mérida en cifras
- Tipo: privada
- Fundación: mayo de 1996
- Terreno: 148,569.36 m2
- Edificación: 11,998 m2
- Alumnos: 3,200
- Maestros: 520
- Programas de licenciatura: 15
- Programas de Maestría:  12
- Programas de Doctorado:  3
- Egresados:  7,735
- Sitio web oficial:  Universidad Marista
- Promedio de consultas mensuales a la página web:  27,500

Acreditación Lisa y Llana de FIMPES (2017) próxima a reacreditarse en el 2024.

## Licenciaturas acreditadas
- Arquitectura:  ANPADEH (Acreditadora Nacional de Programas de Arquitectura y Disciplinas del Espacio Habitable, A.C.)
- Administración de Recursos Naturales, Derecho, Dirección y Administración de Empresas, Diseño de Interiores, Diseño Gráfico, Fisioterapia y Rehabilitación, Ingeniería Industrial y de Sistemas, Mercadotecnia y Nutrición : Comités Interinstitucionales para la Evaluación de la Educación Superior, A.C. (CIEES)
- Contaduría: Consejo de Acreditación en la Enseñanza de la Contaduría y Administración (CACECA)
- Ingeniería Civil: Consejo de Acreditación de la Enseñanza de la Ingeniería (CACEI)
- Psicología: Consejo Nacional para la Enseñanza e Investigación en Psicología  (CNEIP)
- Medicina: Consejo Mexicano para la Acreditación de la Educación Médica (COMAEM)

## Cuerpo directivo
- Rector: M.I. Ermilo José Echeverría Castellanos
- Presidente del Consejo de Asociados: Hermano Marista Luis Enrique Rodríguez Santana
- Presidente de la Junta de Gobierno: Lic. Antonio Simón Gaber
- Directora General Académica: Dra. Verónica Boeta Madera
- Directora General de Vida Universitaria: Dra. Carmen Cecilia Buenfil López
- Director General de Investigación: Dr. Francisco Javier Espinosa Faller

## Clasificación académica

### Clasificación webométrica del CSIC
Esta clasificación la produce el Centro de Información y Documentación (CINDOC) del Consejo Superior de Investigaciones Científicas (CSIC) de España. El CINDOC actúa como un observatorio de ciencia y tecnología disponible en la Internet. La clasificación se construye a partir de una base de datos que incluye alrededor de 11.000 universidades y más de 5.000 centros de investigación. La clasificación muestra a las 3.000 instituciones mejor colocadas. La metodología bibliométrica toma en cuenta el volumen de contenidos publicados en la web, así como la visibilidad e impacto de estos contenidos de acuerdo con los enlaces externos que apuntan hacia sus sitios web.
Según esta metodología, la Universidad Marista de Mérida ocupa el lugar número 6694 del mundo, el lugar 737 de América Latina, y el lugar 86 de México.